# جام جهانی اسکیت سرعت ۲۰۲۰–۲۱
جام جهانی اسکیت سرعت ۲۰۲۰–۲۱ مجموعه‌ای از دو مسابقهٔ بین‌المللی اسکیت سرعت بود که در ژانویهٔ ۲۰۲۱ برگزار شد.

## تقویم
جزئیات تقویم برنامه‌ریزی‌شدهٔ فصل
| شماره جام جهانی | مکان          | ورزشگاه | تاریخ        | ۵۰۰ متر | ۱٬۰۰۰ متر | ۱٬۵۰۰ متر | ۳٬۰۰۰ متر | ۵٬۰۰۰ متر | استارت دسته‌جمعی | تعقیبی تیمی |
| --------------- | ------------- | ------- | ------------ | ------- | --------- | --------- | --------- | --------- | --------------- | ----------- |
| ۱               | هیرن‌فین، هلند | تیالف   | ۲۲–۲۴ ژانویه | ۲م، ۲ز  | م، ز      | م، ز      | ز         | م         | م، ز            | م، ز        |
| ۲               | هیرن‌فین، هلند | تیالف   | ۲۹–۳۱ ژانویه | ۲م، ۲ز  | م، ز      | م، ز      | ز         | م         | م، ز            | م، ز        |
| مجموع           | مجموع         | مجموع   | مجموع        | ۴م، ۴ز  | ۲م، ۲ز    | ۲م، ۲ز    | ۲ز        | ۲م        | ۲م، ۲ز          | ۲م، ۲ز      |

## رتبه‌بندی مردان
| رتبه | نام            | امتیاز |
| ---- | -------------- | ------ |
| ۱    | دای دای نتاب   | ۲۰۰    |
| ۲    | لورن دوبرو     | ۱۸۲    |
| ۳    | رونالد مولدر   | ۱۸۰    |
| ۴    | آرتم عارفیف    | ۱۷۰    |
| ۵    | ویکتور موشتاکف | ۱۴۵    |

| رتبه | نام           | امتیاز |
| ---- | ------------- | ------ |
| ۱    | کای وربی      | ۱۱۴    |
| ۲    | توماس کرول    | ۱۱۴    |
| ۳    | هاین اوترسپیر | ۸۳     |
| ۴    | لورن دوبرو    | ۸۰     |
| ۵    | دای دای نتاب  | ۷۶     |

| رتبه | نام              | امتیاز |
| ---- | ---------------- | ------ |
| ۱    | توماس کرول       | ۱۲۰    |
| ۲    | کیالد نویس       | ۱۰۲    |
| ۳    | پاتریک روست      | ۱۰۲    |
| ۴    | هالگیر انگربراتن | ۸۱     |
| ۵    | وزلی دیز         | ۷۴     |

| رتبه | نام              | امتیاز |
| ---- | ---------------- | ------ |
| ۱    | پاتریک روست      | ۱۲۰    |
| ۲    | اسون کرامر       | ۹۷     |
| ۳    | سرگئی تروفیمف    | ۹۶     |
| ۴    | داوید گیوتو      | ۸۳     |
| ۵    | نیلز فون در پوئل | ۷۹     |

| رتبه | نام             | امتیاز |
| ---- | --------------- | ------ |
| ۱    | بارت سوئینگز    | ۳۵۶    |
| ۲    | یوریت برخسما    | ۳۳۰    |
| ۳    | لیویو ونگر      | ۳۲۸    |
| ۴    | آندریا جووانینی | ۲۵۵    |
| ۵    | هرالدز سیلوز    | ۲۳۶    |

| رتبه | نام     | امتیاز |
| ---- | ------- | ------ |
| ۱    | نروژ    | ۲۲۸    |
| ۲    | هلند    | ۲۰۶    |
| ۳    | کانادا  | ۲۰۴    |
| ۴    | روسیه   | ۱۷۶    |
| ۵    | ایتالیا | ۱۶۲    |

## رتبه‌بندی زنان
| رتبه | نام              | امتیاز |
| ---- | ---------------- | ------ |
| ۱    | فمکه کوک         | ۲۴۰    |
| ۲    | آنجلینا گولیکووا | ۲۱۶    |
| ۳    | ولگا فاتکولینا   | ۱۷۷    |
| ۴    | میشل دو یونگ     | ۱۴۶    |
| ۵    | ونسا هرزوگ       | ۱۴۳    |

| رتبه | نام              | امتیاز |
| ---- | ---------------- | ------ |
| ۱    | بریتنی بوو       | ۱۲۰    |
| ۲    | یورن تر مورس     | ۹۷     |
| ۳    | فمکه کوک         | ۹۶     |
| ۴    | آنجلینا گولیکووا | ۸۸     |
| ۵    | آیرین وست        | ۷۸     |

| رتبه | نام             | امتیاز |
| ---- | --------------- | ------ |
| ۱    | بریتنی بوو      | ۱۲۰    |
| ۲    | آنتوانت دی یونگ | ۱۰۲    |
| ۳    | آیرین وست       | ۱۰۲    |
| ۴    | اوینیا لالنکووا | ۸۶     |
| ۵    | ناتالیا چروونکا | ۷۲     |

| رتبه | نام               | امتیاز |
| ---- | ----------------- | ------ |
| ۱    | ایرنه شووتن       | ۱۰۸    |
| ۲    | آنتوانت دی یونگ   | ۱۰۸    |
| ۳    | ناتالیا ورونینا   | ۹۴     |
| ۴    | جوی بونه          | ۸۸     |
| ۵    | مارتینا سابلیکووا | ۸۶     |

| رتبه | نام             | امتیاز |
| ---- | --------------- | ------ |
| ۱    | ایرنه شووتن     | ۳۰۰    |
| ۲    | اوانی بلاندین   | ۲۷۰    |
| ۳    | الیزابت گولوبوا | ۲۳۶    |
| ۴    | لیندا روسی      | ۲۰۶    |
| ۵    | کلودیا پکشتاین  | ۱۸۴    |

| رتبه | نام    | امتیاز |
| ---- | ------ | ------ |
| ۱    | کانادا | ۲۴۰    |
| ۲    | هلند   | ۲۱۶    |
| ۳    | نروژ   | ۱۹۲    |
| ۴    | روسیه  | ۱۷۲    |
| ۵    | لهستان | ۱۶۰    |